# Berneck SG
| SG ist das Kürzel für den Kanton St. Gallen in der Schweiz. Es wird verwendet, um Verwechslungen mit anderen Einträgen des Namens Berneck zu vermeiden. |

Berneck ist eine politische Gemeinde und eine Ortschaft in der Region und im Wahlkreis Rheintal im Kanton St. Gallen in der Ostschweiz.

## Geographie

Historisches Luftbild aus 600 m von Walter Mittelholzer von 1923

### Geografische Lage
Berneck liegt im Kanton St. Gallen, einem Kanton der Ostschweiz, an der Grenze zu Österreich auf 405 Metern Höhe und erstreckt sich über eine Fläche von 5,629 km². Als Teil des Alpenrheintals ist Berneck eingebettet in mehrere Seitenmulden des St. Galler Rheintals, am Fuss der nordöstlichen Ausläufer der Appenzeller Voralpen, welche je nach Einteilung zu den Zentral- oder Westalpen gerechnet werden.

### Ortsgliederung
Die Gemeinde Berneck umfasst neben dem Dorfkern die Weiler Kobel, Rüden, Taa, Husen, Hinterburg, Buechholz und Teile der Ortschaft Heerbrugg.
Zwischen den nördlichsten Ausläufern der Appenzeller Voralpen im Westen und dem Rosenberg, einem Bergsporn im Süden, liegt der historische Dorfkern, welcher auf dem Bundesinventar der Schützenswerten Ortsbilder von nationaler Bedeutung der Schweiz (ISOS) aufgeführt ist. Am südlichen Dorfrand entlang fliesst der Littenbach in östlicher Richtung, zum Rheintaler Binnenkanal. Am nördlichen Dorfrand, bei der Schlifi fliesst der Kübach durch Berneck in Richtung Au. Im Norden, bei der Gemeinde Au auf einem etwas höher gelegenen Plateau, liegt der Weiler Kobel, nordwestlich ebenfalls auf einem Plateau der Weiler Rüden, der in Ober- und Unterrüden geteilt ist. Im Westen an den Hängen des Appenzeller Vorderlandes liegt der Weiler Taa, südlich der Weiler Husen und südöstlich, zwischen den Ausläufern der Appenzeller Voralpen, der Weiler Hinterburg.

### Nachbargemeinden
Die Gemeinde Berneck teilt sich ihre Gemeindegrenzen mit vier anderen politischen Gemeinden bzw. Bezirken. Von diesen liegen zwei, nämlich Au SG und Balgach, im selben Wahlkreis und der Bezirk Oberegg im Kanton Appenzell Innerrhoden sowie die Gemeinde Walzenhausen im Kanton Appenzell Ausserrhoden und bilden ein Dreikantoneeck.

### Flächenbilanz
Im Jahr 2009 weist Berneck 562,9 ha Gemeindefläche auf, welche sich auf 2233 Liegenschaften verteilen. 121 ha sind künstlich angelegte Flächen (Kulturland). Davon sind 51 ha befestigte Flächen, 27 ha Gebäude und 2 ha Beetstrukturen. Die Gras- und Krautvegetation nimmt 200 ha Fläche ein. Die Fläche der Gebüschvegetation ist 54 ha gross, darauf wachsen 42 ha Reben. Die Baumvegetation erstreckt sich über 172 ha, wovon 130 ha geschlossene Baumbestände, 10 ha Waldstreifen und 3 ha Waldecken sind. Wasser- und Feuchtflächen erstrecken sich über 2 ha, die vegetationslose Fläche beträgt 9 ha.

### Klima
Berneck unterliegt primär dem allgemeinen Klima im Alpenrheintal. Durch die Berge beidseits liegt der Dorfkern von Berneck jedoch geschützt im Talwinkel des Rosenbergs, und dadurch herrscht ein mildes Mikroklima. Dieses und die Einflüsse des Alpenföhns, der ungefähr 38 Tage im Jahr das Wetter beeinflusst, lassen an den zahlreichen Südosthängen des Dorfes sowie am Rosenberg, dem am meisten nach Süden zugewandten Rebberg, Weintrauben reifen. Ausserdem gedeihen auch Palmen und Süsskartoffeln. Auch für Obstbäume ist das Klima ausgezeichnet. Die durchschnittliche Jahrestemperatur beträgt rund 10,7 °C.

## Geschichte

### Namensfindung

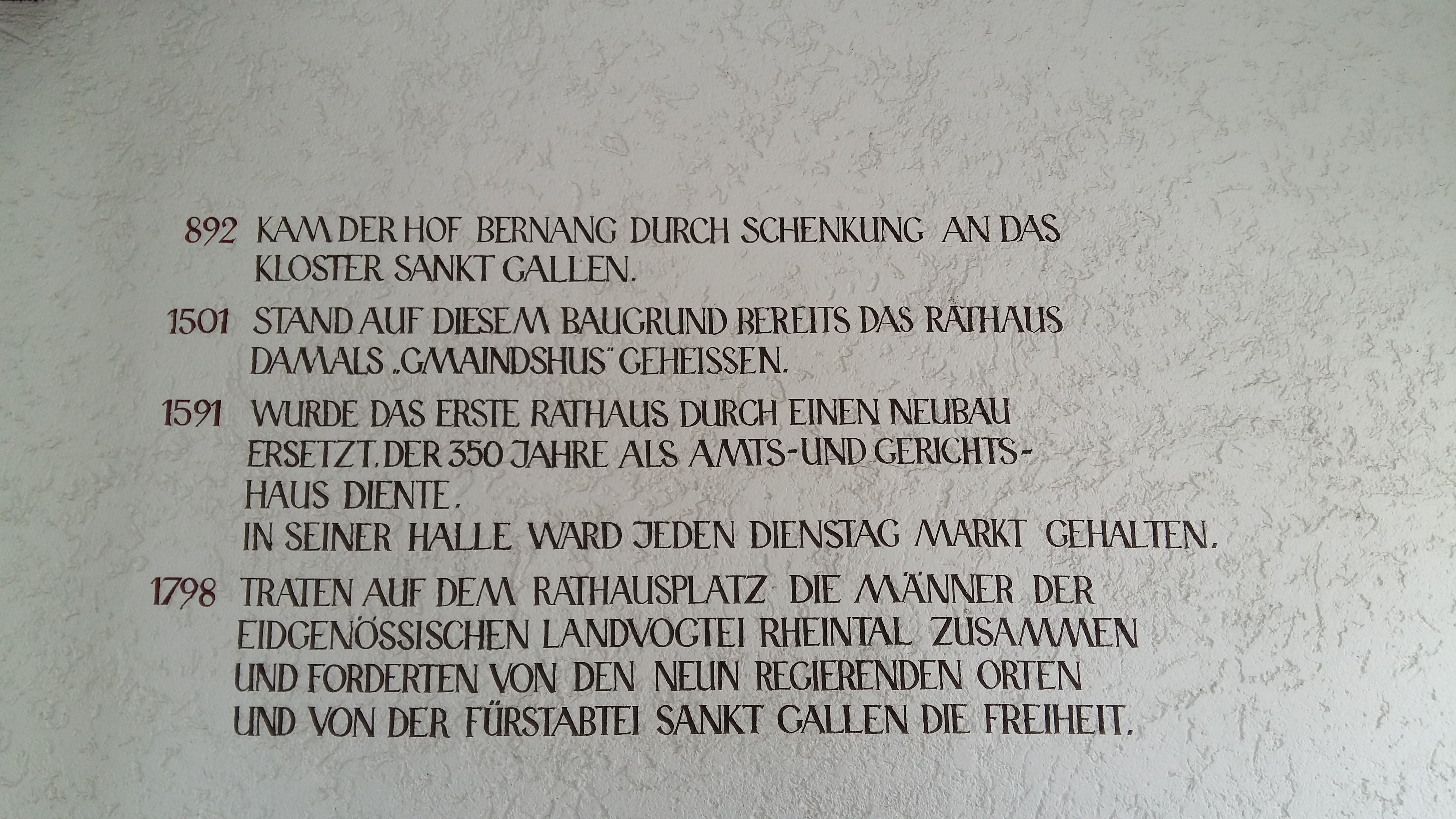
Inschrift im Marktgewölbe des Rathauses Berneck.

Der Ort fand 892 erstmals (als Farniwang) in einer Urkunde Erwähnung. Diese Urkunde, ein Pergament von 37 cm × 15,5 cm mit Nummer IV 445 (UBGS Nr. 738), wird im Stiftsarchiv St. Gallen aufbewahrt. Bezeugt, am Mittwoch dem 20 September des 5. Regierungsjahrs von König Wulfrich, von Solomo. III (Abt von St. Gallen und Bischof von Konstanz) und seinem Vogt Vito, Dekan Folchward, Otwin dem Sakristan, Bero dem Probst, Windharius dem Pförtner sowie zahlreichen anwesenden Freien Alamannen. Beglaubigt wurde das Dokument von Notker I. von St. Gallen. Es bezeugt die Lehenschaft des Gutes Farniwang an den wohlhabenden Alemannischen Kaufmann Wolfhere, welcher selbiges zuvor dem Kloster St. Gallen übertragen hatte.
Diese Ortsbezeichnung erscheint wegen der Lücken von 318 Jahren in den Urkunden nach 895 nicht mehr.
Ab 1210 wird daraus Bernanc, was sich vom älteren Berinwanc (Flur des Bero) ableitet. Später wurde daraus das wohlklingendere Bernang (auch Bernag), und als Produkt der Endsilbenabschwächung setzte sich im 19. Jahrhundert der Name Bernegg und schliesslich Berneck durch.

### Mittelalter und Neuzeit

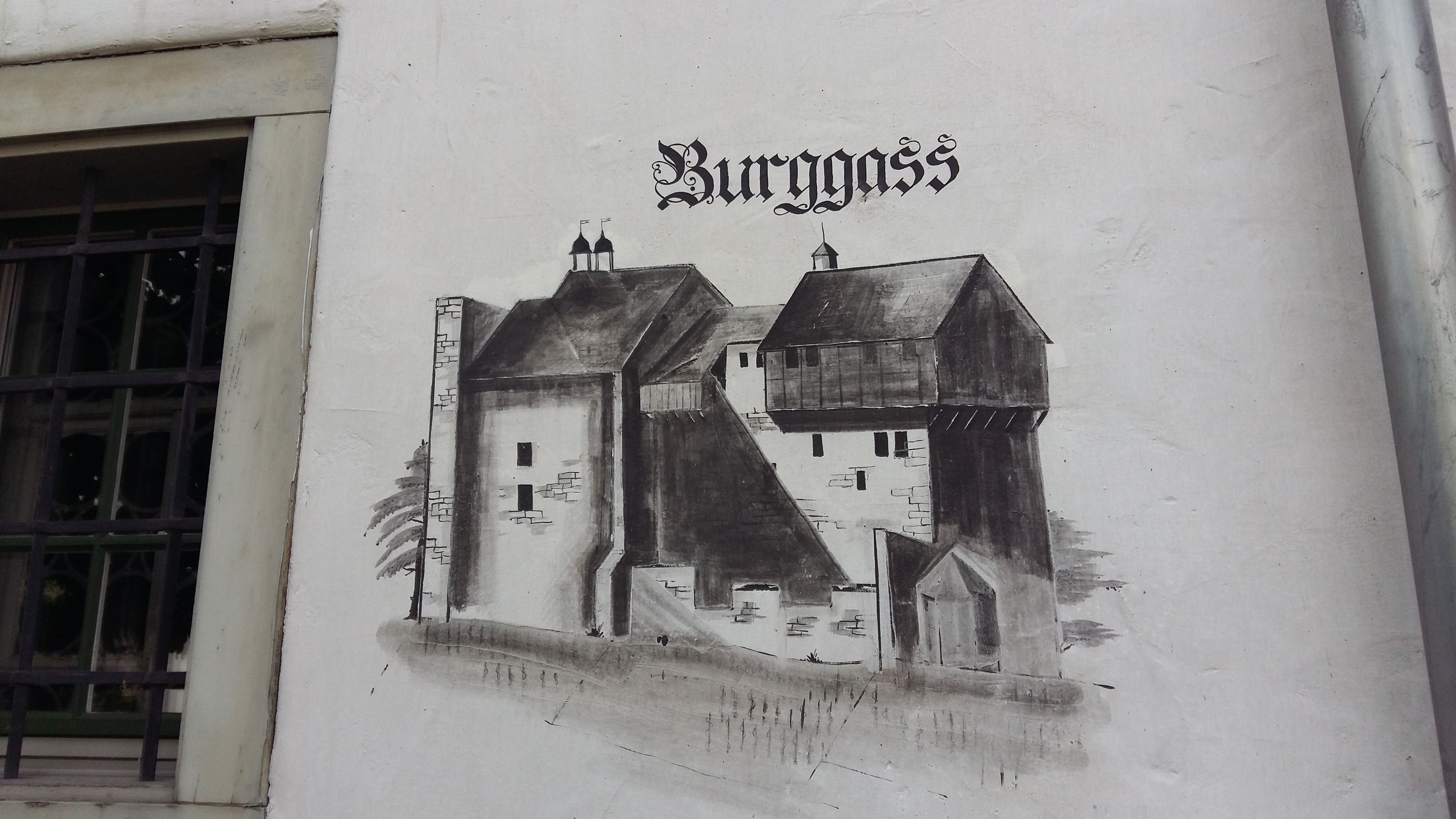
Die auf dem Rosenberg thronende, gleichnamige Burg war einst Wahrzeichen von Berneck (Wandgemälde an der Kirchgass 8)

Inhaber des Niedergerichts und des Patronatsrechts der vermutlich aus dem 9. Jahrhundert stammenden, 1225 erwähnten Kirche Berneck und wichtigster Grundherr war die Abtei St. Gallen. Die 1210 erwähnte Rosenburg war im 14. und 15. Jahrhundert als klösterliches Lehen im Besitz der St. Galler Ministerialen von Rosenberg, gelangte von den Muntprat von Spiegelberg von Konstanz 1505 wieder an die Abtei und war von 1518 bis 1798 Sitz der äbtischen Obervögte. Sie geriet danach in Abgang. Die Mauerreste sind heute noch sichtbar. Bis zur Helvetik gehörte Berneck zur Vogtei Rheintal und teilte deren Herrschaftsgeschichte. Von der 1803 geschaffenen politischen Gemeinde Berneck löste sich 1805 Au mit Monstein ab.
Nachdem revolutionäre Bestrebungen zur Reformationszeit im Jahr 1528 ohne bleibenden Erfolg waren, wurde die Kirche bis zum Bau der evangelischen Kirche (1937) paritätisch genutzt. Nach Berneck kirchgenössig waren bis 1504 Widnau, Diepoldsau und Lustenau (A), bis 1687 Reute (AR) sowie bis 1804 die Katholiken von Au. Noch heute umfasst die evangelische Kirchgemeinde Berneck Au.

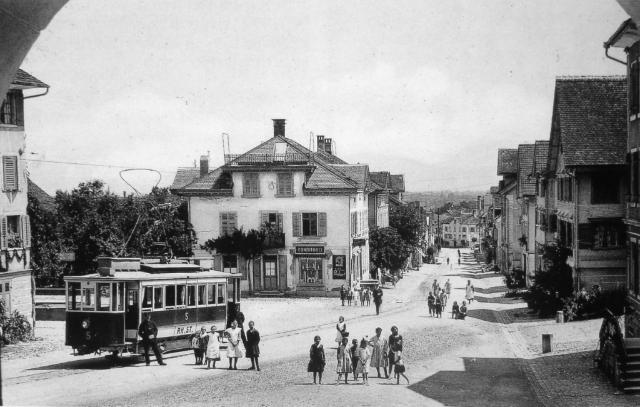
Strassenbahn in Berneck

Das 1459 erneuerte Hofrecht, das spätmittelalterliche Rathaus und der 1543 erwähnte Wochenmarkt dokumentieren die kommunale Entwicklung. Spätestens ab dem 15. Jahrhundert dominierte in der Landwirtschaft der Weinbau, der seit 1903 genossenschaftlich organisiert ist. Ergänzend dazu wurden Milch- und Viehwirtschaft sowie Ackerbau nebst dörflichen Gewerbe betrieben. 1771 wurde die Allmend Isenriet aufgeteilt. 1848 zerstörte ein Grossbrand Berneck weitgehend. 1874 nahm die Postkutsche nach Heiden, 1897 die elektrische Strassenbahn Altstätten–Berneck den Betrieb auf. Im Anschluss an die Verkehrserschliessung setzte sich nach 1900 die Stickereiindustrie durch, das traditionelle Kleingewerbe wurde verdrängt. Seit 1970 haben Industrie mit Metall-/Holzverarbeitung und Textilien sowie das Gewerbe einen Aufschwung genommen. Sie boten 1990 fast 1300 Arbeitsplätze. Die grosse Mehrheit der in Berneck Erwerbstätigen ist im zweiten (64 %) und dritten Wirtschaftssektor (27 %) beschäftigt.

## Bevölkerung
Berneck zählt am 31. Dezember 2018 eine ständige Wohnbevölkerung von 3963 Einwohnern. Die Geschlechterverteilung ist mit 1980 Männern sowie 1983 Frauen ausgeglichen.
- 1820 sind verheiratet
- 1614 ledig
- 190 sind verwitwet
- 339 geschieden, unverheiratet oder in gerichtlich aufgelöster Partnerschaft.[15]

3175 sind Schweizer Bürger, 788 sind Staatsangehörige anderer Länder. 3012 sind in der Schweiz geboren, 951 in anderen Staaten.
Die wichtigsten Herkunftsländer sind die direkten Nachbarn Deutschland (209) und Österreich (183) sowie Italien (73).
Aus weiteren Ländern stammen:
- Mazedonien 31
- Serbien 30
- Portugal 27
- Kosovo 27
- Kroatien 26
- Ungarn 19
- Spanien 15
- Syrien 11
- Afghanistan 11
- Türkei 10
- Aus anderen Staaten stammen 116 Einwohner[16]

## Politik
Gemeindepräsidentin ist Shaleen Mastroberardino, weitere Mitglieder des Gemeinderats sind die Schulratspräsidentin Annemarie Keel, Vizepräsident Markus Dierauer, Emanuel Bürki, Urs Castellazzi, Patrizia Fiechter und Pascal Zeller.

## Wirtschaft

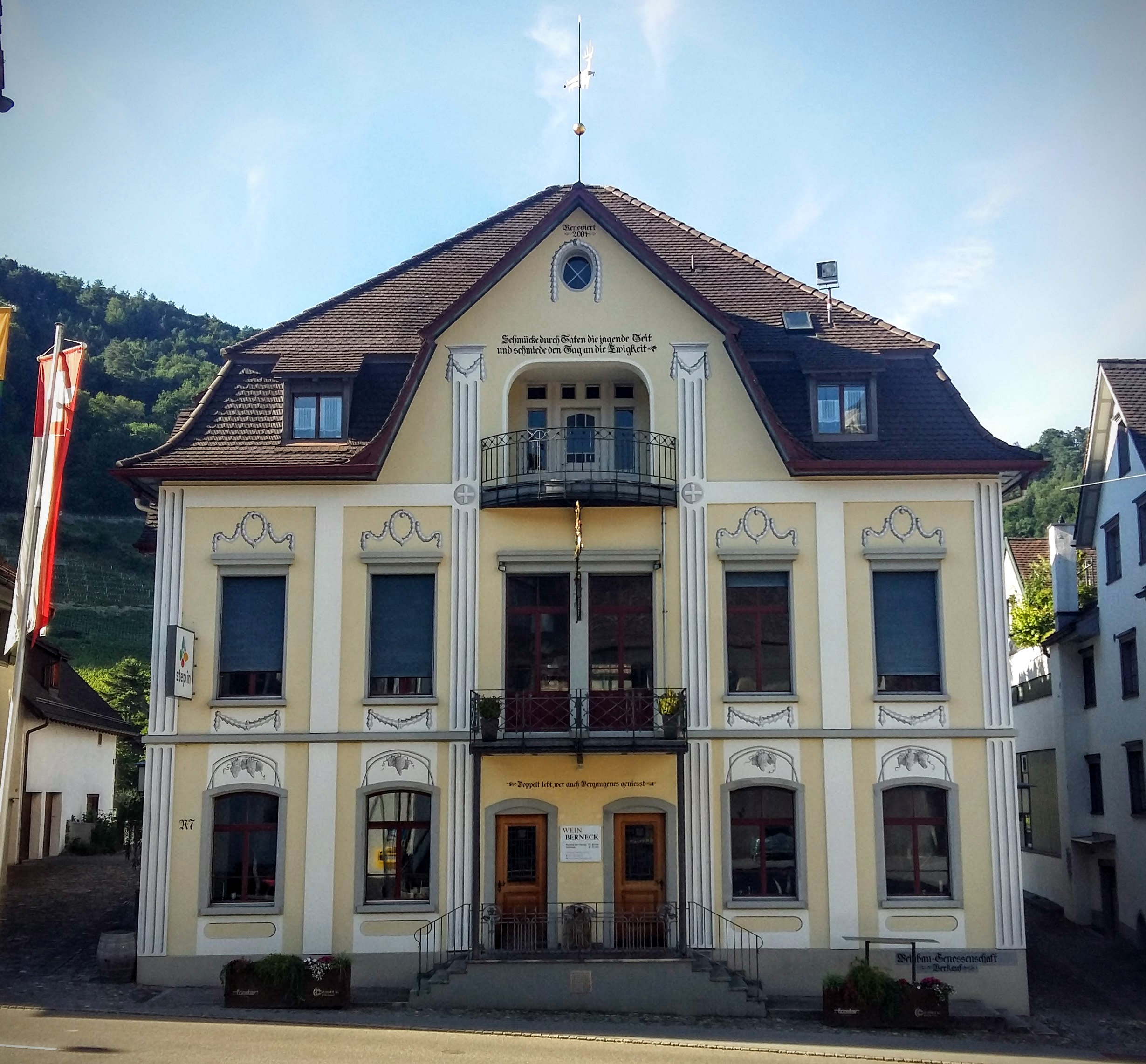
Weinbaugenossenschaft Berneck, Rathausplatz Nr. 7, ehemals Restaurant Hirschen

Im Jahre 1500 erhielt der Hof Bernang das gewöhnlich nur städtischen Siedlungen verliehene Marktrecht.
In Berneck dominiert spätestens seit dem 15. Jahrhundert der Weinbau, welcher bereits in der Urkunde (892) zur ersten Erwähnung belegt ist. Darin ist die Rede von Rebbergen in Farniwang. Noch heute ist Berneck, mit 42 ha Anbaufläche, die grösste Weinbaugemeinde im Kanton St. Gallen. 2019 wurden von den Weinbauern in Berneck 217'064 Kilogramm Trauben geerntet. Dies entspricht 21 % der Lese im Kanton St. Gallen.
Wie in vielen anderen Dörfern des St. Galler Rheintals wurde auch in Berneck Bier gebraut. Die zwischen dem 17. und 18. Jahrhundert gegründete Bierbrauerei Berneck gab das Bierbrauen bereits Anfang des 20. Jahrhunderts auf. Nur die Schankstube der Brauerei Berneck wurde nach dem Dorfbrand von 1848 renoviert und ist als Restaurant Brauerei (kurz Braui) bis heute erhalten geblieben. 1886 wurde der Bernecker Gewerbeverein durch 73 Gewerbebetriebe ins Leben gerufen. 1903 wurde die Weinbaugenossenschaft Berneck gegründet.

### Unternehmen
Von den 259 in Berneck aktiven Unternehmen entfielen 71 auf den Sekundären Sektor und 188 auf den Tertiären Sektor.
Die Unternehmensgrössen waren folgendermassen verteilt:
- 253 Betriebe mit 1 bis 9 Beschäftigten
- 16 Betriebe mit 10 bis 49 Beschäftigten
- 5 Betriebe mit 50 bis 249 Beschäftigten
- 0 Betriebe mit 250 oder mehr Beschäftigten[23]

Eines der traditionsreichsten Unternehmen von Berneck ist, bedingt durch den Weinbau, die Küferei Thurnheer, gegründet 1854. Die 1860 von Samuel Thurnheer gegründete Schmid Wetli AG, seit 2022 als Wetli Weine AG firmierend, schaut auf eine lange Weinbautradition zurück. Die 1868 gegründete Sparkassa Berneck ging im Jahr 2000, zusammen mit der 1869 gegründeten Spar- und Leihkasse Balgach, in der Alpha Rheintal Bank auf. Das Bankgebäude an der Auerstrasse 1 wird noch als Zweigstelle betrieben.

### Beschäftigung
2017 waren in Berneck in 319 Betrieben 2071 Personen beschäftigt.
Die Verteilung von Arbeitsstätten und Beschäftigten nach Wirtschaftssektor ergibt sich wie folgt:
- 27 Arbeitsstätten mit 73 Beschäftigten auf den Primärsektor[25] (25 Frauen/48 Männer[26])
- 74 Arbeitsstätten mit 831 Beschäftigten auf den Sekundären Sektor[25] (260 Frauen/571 Männer[26])
- 218 Arbeitsstätten mit 1167 Beschäftigten auf den Tertiären Sektor[25] (545 Frauen/622 Männer[26])

## Verkehr

### Geschichte
Schon zur Zeit der Römer war der Rhein der wichtigste Verkehrsweg. Für die Wirtschaft in der Provinz Raetia war die Verbindung auf dem Wasser vom Bodensee nach Chur von zentraler Bedeutung. Genauso für Berneck und das gesamte Alpenrheintal.
Im Jahr 1700 änderte sich das jedoch durch die Ablagerungen von mitgeführtem Sand und Kies. In der Folge ist der Rhein nur noch bis Monstein (heute bis Rheineck) schiffbar, die Verbindung zum Bodensee wurde unterbrochen. Damit gewann der Landweg von Rheineck (am Fuss der Voralpen entlang) nach Chur an Bedeutung. Die gesamte Vogtei Rheintal konnte in der Folge davon profitieren.

### Strassenverbindungen
Berneck verfügte mit der Taastrasse schon seit geraumer Zeit über passable Verbindungen ins Appenzellerland. Die wichtigste führt via Oberegg nach Heiden im Kanton Appenzell Ausserrhoden. Im Jahre 1700 ist ein Fahrweg Monstein bis Berneck Thalwinkel erwähnt. 1788 sind bereits Fähren im Schmitter (Richtung Hohenems) und im Monstein (Richtung Bregenz) erwähnt, später kam eine im Oberen Far (heute Oberfahr) nach Lustenau hinzu. Monstein (Hof Widnau-Haslach) war als Knotenpunkt Bregenz-Rheineck-Altstätten ein wichtiger Rheinübergang und die Strasse durch Berneck ins Appenzellerland ein wichtiger Verkehrsweg. In den Folgejahren gewinnt die Verbindung nach Diepoldsau und damit die Alte Landstrasse nach Heerbrugg am meisten Bedeutung, wegen der direkten Fährverbindung nach Hohenems.
Mit dem Brückenbau, 1867 im Monstein und 1878 im Oberfahr, wurde Berneck zunehmend ein Verkehrsknotenpunkt. Die steile Strasse ins Appenzell machte oft ein Umladen der immer grösser werdenden Frachten erforderlich. 1864 wurde die Strasse nach Walzenhausen, einem bedeutenden Viehhandelsplatz und aufstrebenden Kurort, fertiggestellt. Nach einjähriger Bauzeit konnte 1867 das erste Teilstück der neuen Strasse nach Oberegg eröffnet werden. Daraufhin wurde das Abwärtsfahren auf der steilen Taastrasse verboten, weil diese ebenfalls im Sonderegg beginnt. Die komplette und damit wesentlich weniger steile Strasse nach Oberegg konnte 1872 fertiggestellt werden. 1882 wurde die Strasse ins Oberfahr fertiggestellt. Damit entstand eine wichtige Strassenverbindung von Berneck nach Lustenau gerade auch in Hinsicht auf die Besitztümer der Gemeinde Berneck im Lustenauer Riet. 1894 wird die Strasse nach Heerbrugg neu geplant, die Strecke Schlossbrugg bis Unterdorf durch die Tramstrasse begradigt und auch verbreitert, um sie auf die ebenfalls geplante Strassenbahn Altstätten-Berneck vorzubereiten. Mit der Eröffnung des Teilstücks St. Margrethen-Widnau der Nationalstrasse 13 (St. Margrethen-Bellinzona) 1964 und dem Neubau der Auerstrasse bekam Berneck eine weitere Anbindung für den modernen Individualverkehr.

### Schienenverkehr
1844 begann das Eisenbahnzeitalter in der Schweiz mit der Eröffnung der ersten Strecke (von Strassburg) nach Basel.
Mit der Bahnlinie Chur-Rorschach sollte das erste Teilstück einer Eisenbahn vom Bodensee über den Lukmanierpass an den Lago Maggiore mit Anschluss an Italien hergestellt werden. Alternativ waren Strecken über den Julier- und Malojapass nach Chiavenna, genauso eine Strecke über den Splügenpass, in der Überlegung. Realisiert wurde dann die Gotthardstrecke.
Die Bahnstrecke Sargans – Rapperswil sollte die zweite Zufahrtslinie Richtung Zürich und Basel werden.
Bereits 1852 begann das Ringen um den Standort des Bahnhofs für die Gemeinden Berneck, Balgach, Diepoldsau und Widnau der Südostbahn, welche die Rheintallinie plante. Balgach wollte einen Bahnhof im Müllaker, Berneck, Diepoldsau, Rebsteiner und Marbacher hingegen waren für den Standort Heerbrugg. Professor Karl Völker schenkte den Berneckern das Land für den Bau des Bahnhofs in Heerbrugg, wodurch dieser den entscheidenden Vorteil bekam.
1885 wurde die Bahnlinie vom Bahnhof Rorschach via Sargans nach Chur unter der inzwischen Vereinigten Schweizer Bahnen eröffnet.
1888 wurde die meterspurige Rhätische Bahn als Landquart–Davos AG (LD) gegründet. Diese konnte mit der Berninastrecke von St. Moritz nach Tirano eine Verbindung nach Italien herstellen. Ab Tirano geht es in Normalspur weiter mit der heutigen Italienischen Staatsbahn FS nach Chiavenna.

### Öffentliche Verkehrsmittel
Die Autobuslinie 302 der RTB Rheintal Bus bedient Berneck, vom Bahnhof Heerbrugg aus, jeweils 3-mal die Stunde.  Während des Berufsverkehrs morgens, mittags und abends, wird die Linie 302 jeweils viermal bedient. PostAuto Schweiz AG bedient Berneck auf der Linie 226 Heerbrugg–Heiden einmal die Stunde an Wochentagen, am Wochenende ca. jede Zweite. Der Schienenverkehr bedient Berneck mit dem Bahnhof Heerbrugg. Für den Luftverkehr bieten sich die Flugplätze St. Gallen-Altenrhein und Friedrichshafen (DE) an.

## Wappen
Blasonierung: Auf goldenem Grund, aus grüner Erde, erwächst eine Rebe, an braunem Stock, mit blauer Frucht, gehalten von einem schwarzen Bären.
Der schwarze Bär auf goldenem Grund zeugt von der historischen Zugehörigkeit zum Kloster St. Gallen. Die Rebe ist Ausdruck der langen Tradition im Weinbau.

## Kunst, Kultur

### Ortsgeschichtliche Sammlung

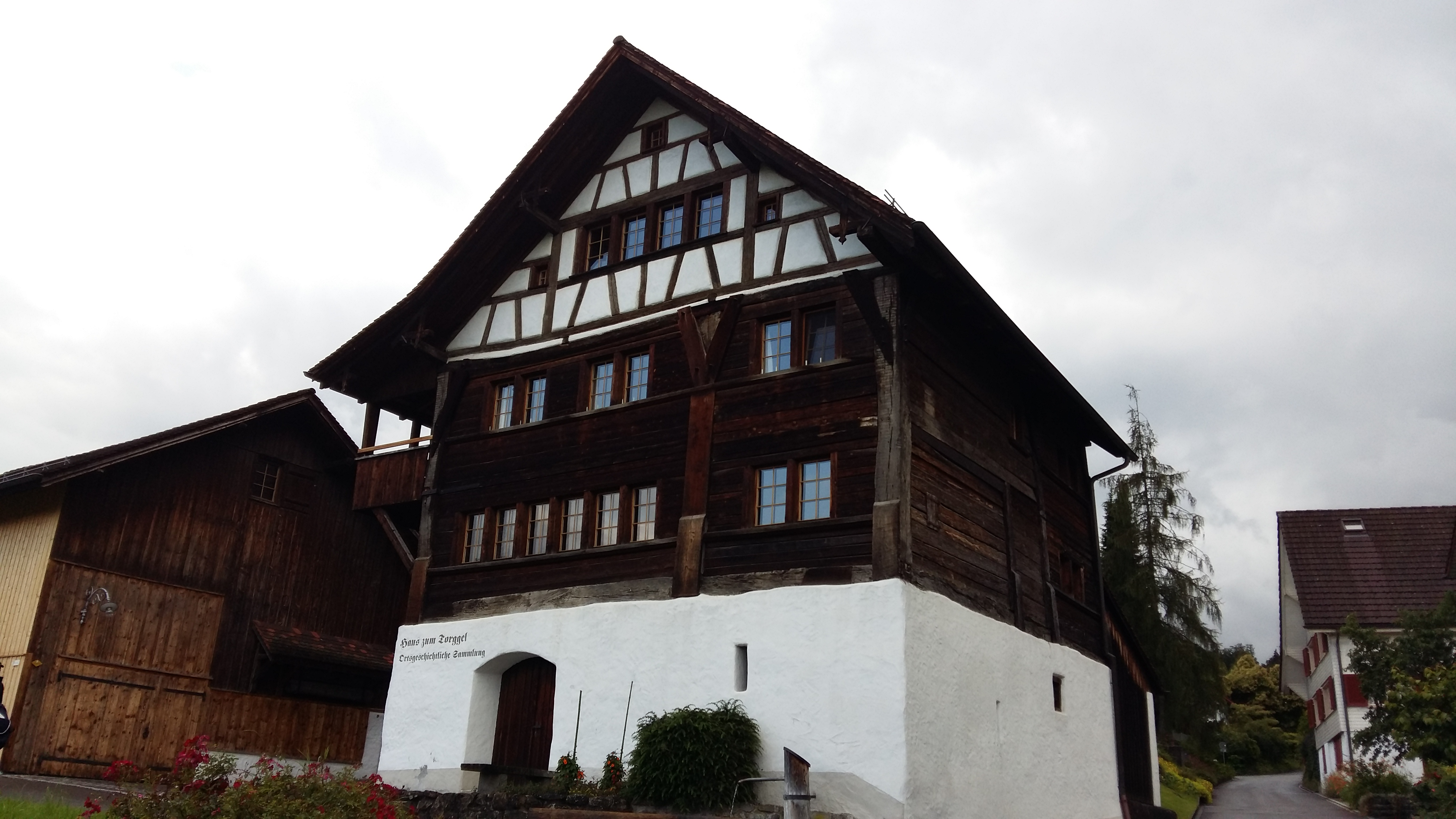
Das "Haus zum Torggel" (ehemals Färberlis Hus)

1969 schenkte Ulich Frei das von Meister Kaspar Schegg 1706 erbaute Färberlis Hus der Gemeinde. Die Renovation wurde von den Bürgern genehmigt, unter der Auflage eine Ortsgeschichtliche Sammlung aufzubauen. Bei dieser Gelegenheit wurde das Nebengebäude in einen Torggel umgestaltet. Die mächtige Weinpresse, ebenfalls von Kaspar Schegg, stammt aus dem Jahr 1682. Laut Historiker soll das Haus zum Torggel auf den Grundmauern der Alemannensiedlung Kelnhof erbaut worden sein.

### Sehenswürdigkeiten

#### Rathaus
Das Rathaus ist ein dominierender Giebelbau am Dorfplatz. 1501 erstmals als Gmeindhus erwähnt und 1591 neu erbaut. 1943 erfolgte eine Umgestaltung durch Hans Burkard im typischen Heimatstil. Erhalten geblieben ist die offene Marktlaube mit ihren mächtigen Holzbalken, in deren Innerem sich mehrere Inschriften sowie Gedenktafeln für den Gerichtsschreiber Johannes Dierauer (1842–1920) und den Schriftsteller/Vikar Heinrich Federer (1860–1928) befinden.

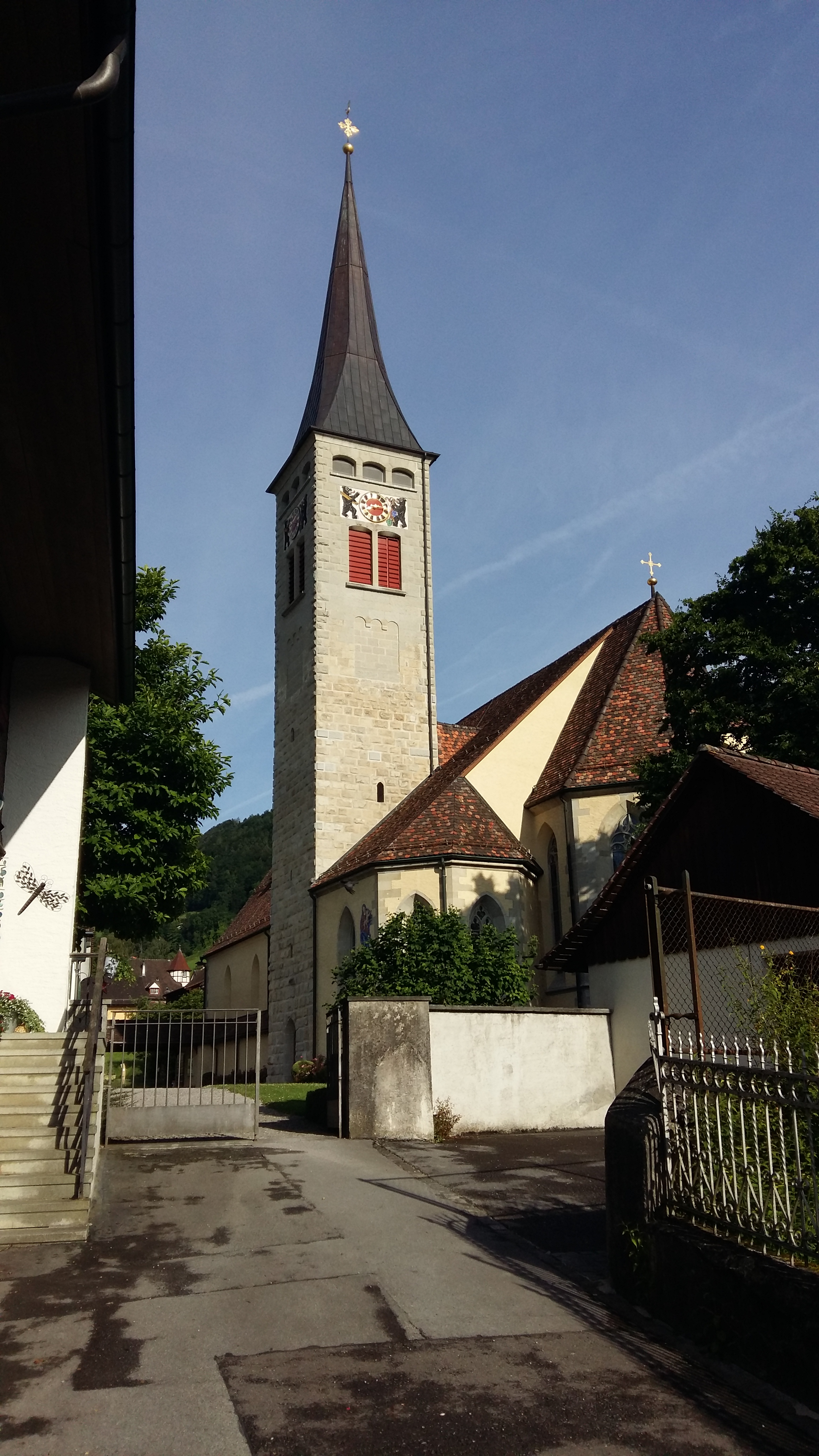
Die katholische Pfarrkirche Unserer Lieben Frau. Ostansicht von der Kanzleistrasse

#### Katholische Pfarrkirche
Die katholische Pfarrkirche Unserer Lieben Frau wurde im 9. Jahrhundert gegründet und wohl im 12. Jahrhundert neu erbaut. Der Chor stammt aus dem Jahr 1449, die Sebastianskapelle aus dem Jahr 1468. Um 1500 wurde das Schiff verlängert. 1760 bis 1770 erfolgte eine barocke Umgestaltung und 1937 bis 1938 eine Renovation durch Hans Burkard. Im Inneren sind Wandgemälde aus dem 15. bis 17. Jahrhundert zu sehen. Im Glockenturm befindet sich ein monumentales fünfstimmiges Geläute in der Tonfolge f0-a0-c1-d1-f1 (Giesserei Staad, 1938). Die grosse Sakramentsglocke ist die drittschwerste Glocke der Schweiz (ca. 8800 kg) und die schwerste im Geläut einer katholischen Kirche in der Schweiz. Weil sie für den schlanken Turm im Grunde genommen zu gross ist, müssen beim Läuten die Schallläden aufgeklappt werden, damit der Klöppel voll ausschwingen kann. Die grosse Orgel der Firma Orgelbau Willisau wurde im Jahr 1938 mit 32 klingenden Registern erbaut und ist im Originalzustand erhalten.

#### Heiligkreuzkapelle
Südlich der Kirche befindet sich die 1759 erbaute Heiligkreuzkapelle, ein Prunkstück barocker Baukunst. Der zentral orientierte Sakralbau des Vorarlberger Meisters Johann Martin Ilg zeichnet sich durch seine Ausführung mit vierpassförmigem Grundriss und konzentrischer Kuppel aus.

#### Fürstenhaus
Am Fuss des Rosenbergs (Bahnstrasse 2) befindet sich das Fürstenhaus, ein Steinbau mit steilem Giebel. Über dem Rundbogentor befindet sich als Wappenzier der 1686 verliehene Annunziatenorden des Hauses Savoyen. Das im Volksmund schlicht Zehntenhaus genannte Gebäude wurde 1729 auf Veranlassung von Abt Joseph von Rudolfi von St. Gallen erstellt. Bis 1798 residierte hier ein äbtischer Untervogt, der für den Einzug des Wein-Zehnten besorgt war. Die Liegenschaft steht unter Denkmalschutz. Sie ist in Privatbesitz und wird immer noch bewohnt.

#### Weitere Bauwerke
- Das Chlösterli am Ostrand des Orts ist eine ehemalige Mühle des Katharinenklosters St. Gallen und stammt vermutlich aus dem 15. Jahrhundert.
- Weitere sehenswerte Häuser sind ein gestricktes Giebelhaus mit Seitenlaube aus dem Anfang des 18. Jahrhunderts sowie ein um 1700 erbauter, teils verschalter Fachwerkbau mit Dekorationsmalerei (Doktorhaus).

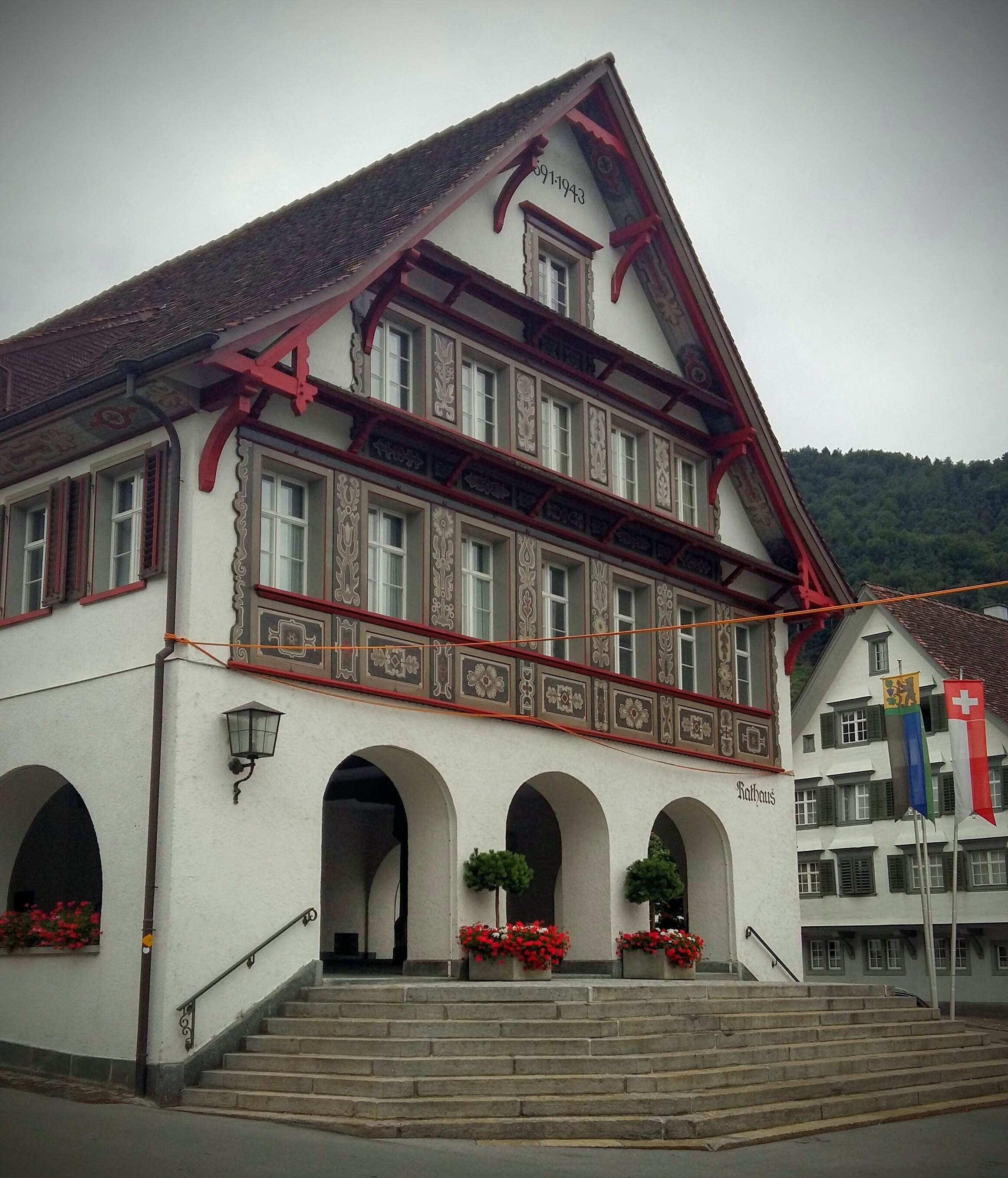
Das Rothus (Rathaus)
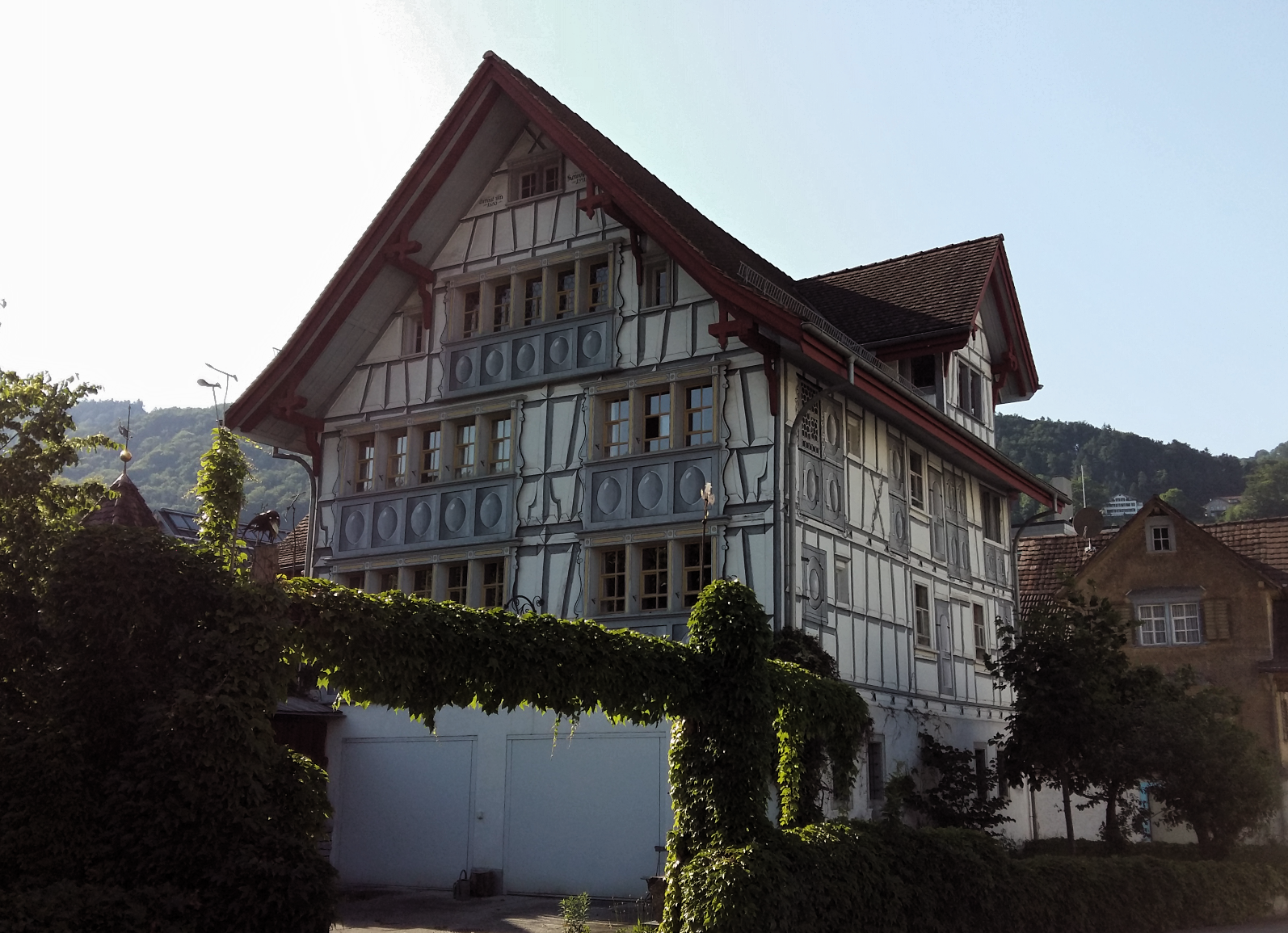
Das  Doktorhus (Doktorhaus)
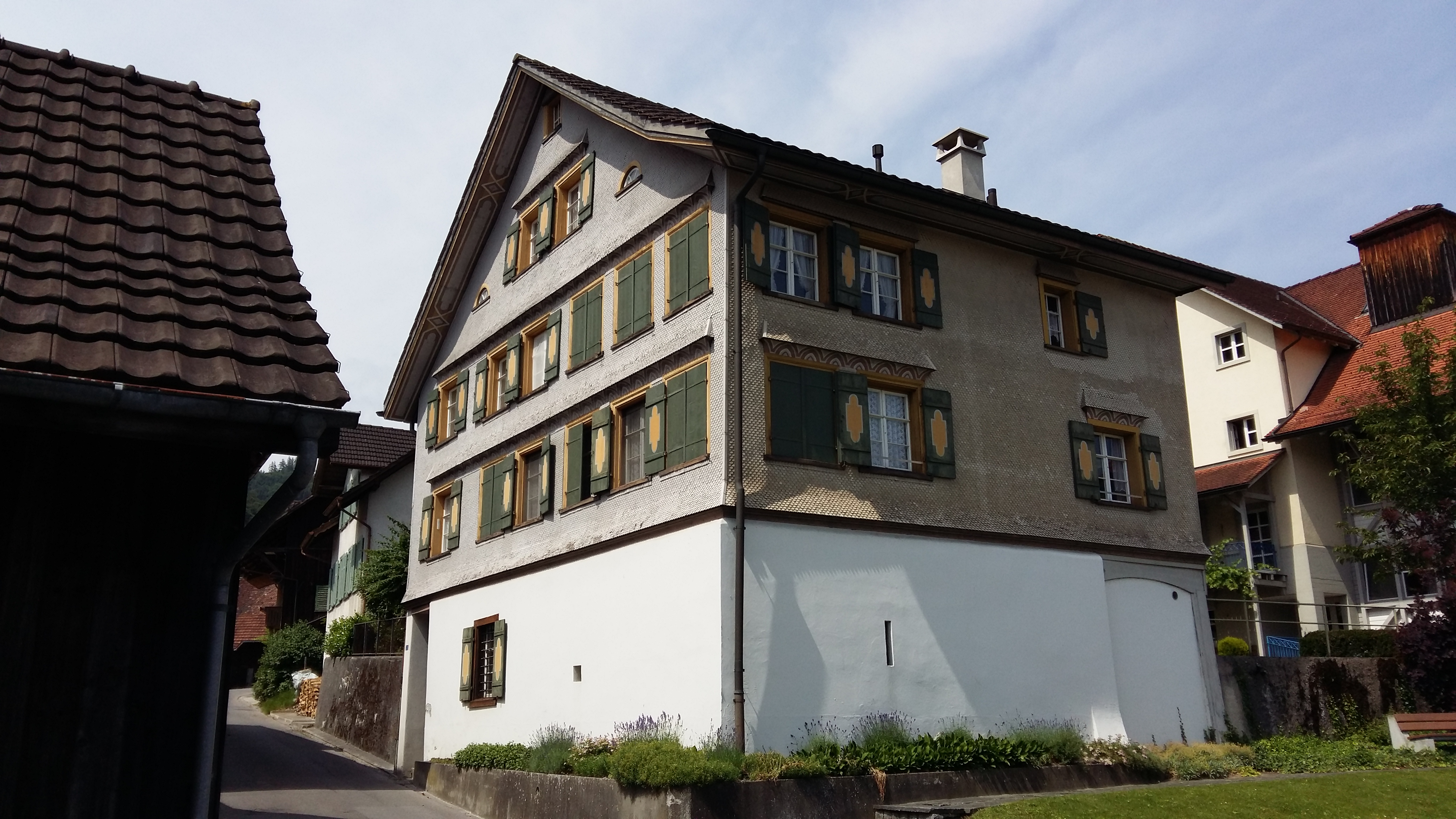
Das Schaffnerhus (Schaffnerhaus)
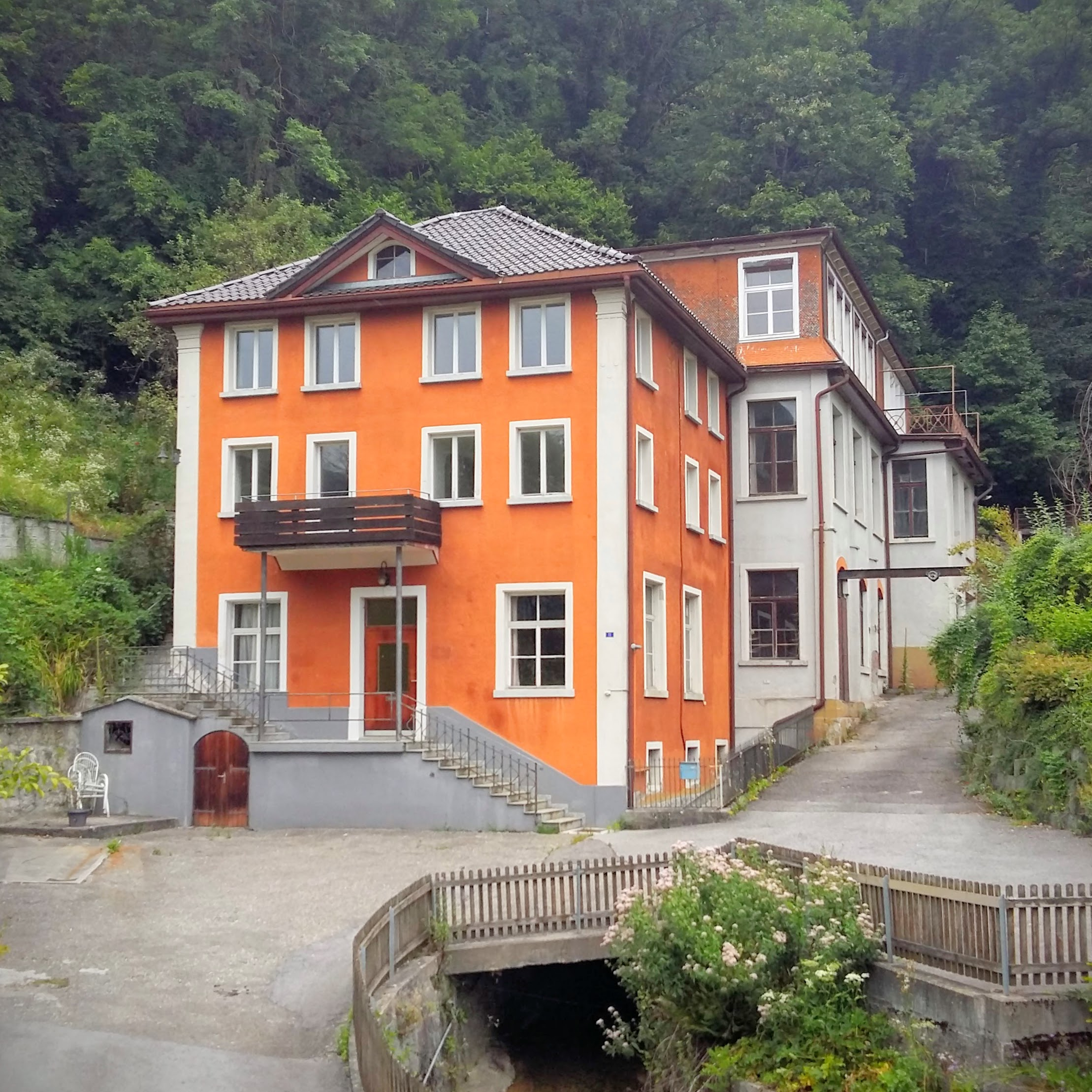
Die Alti Schlifi
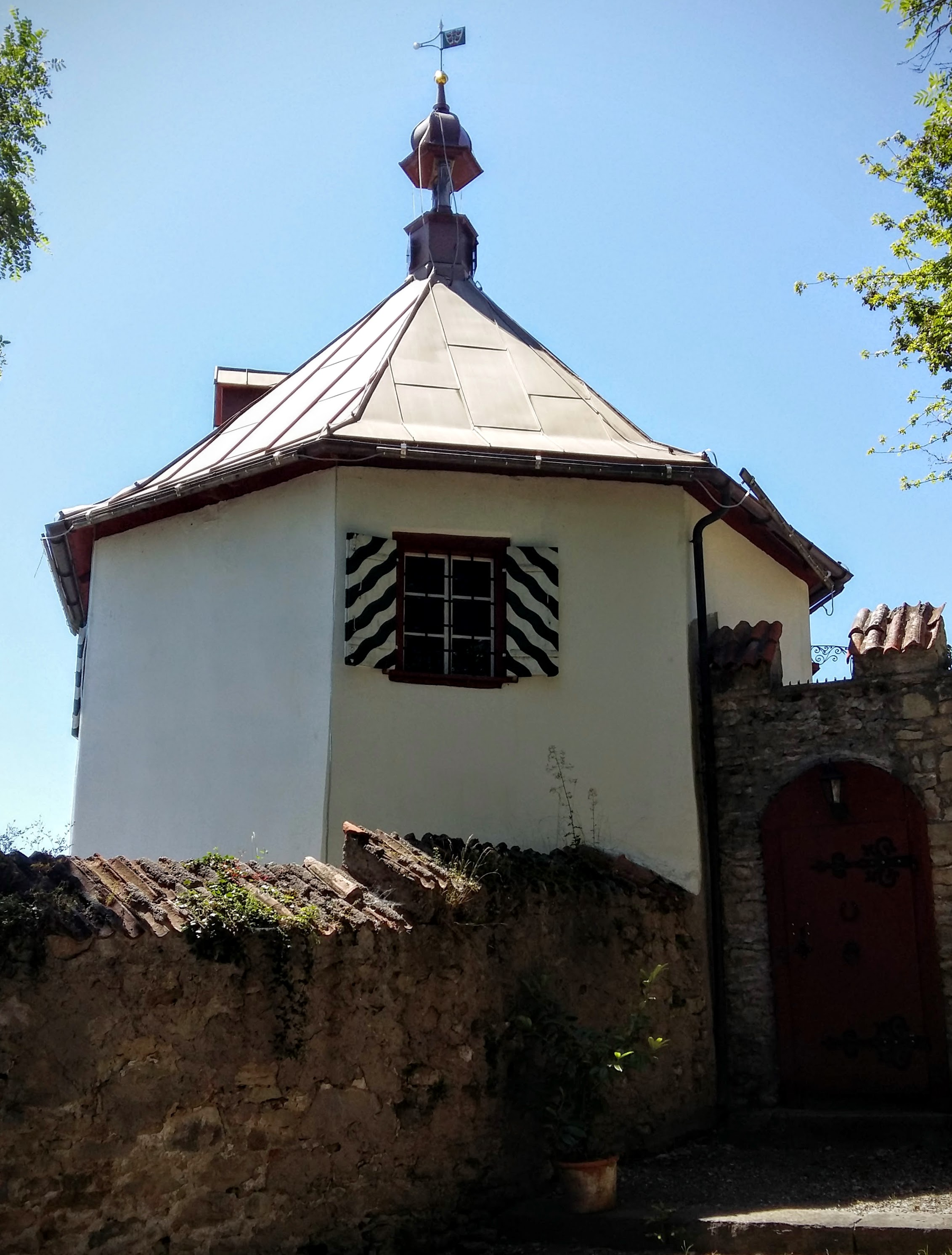
Schlössli auf dem Rosenberg. Ansicht von Süden
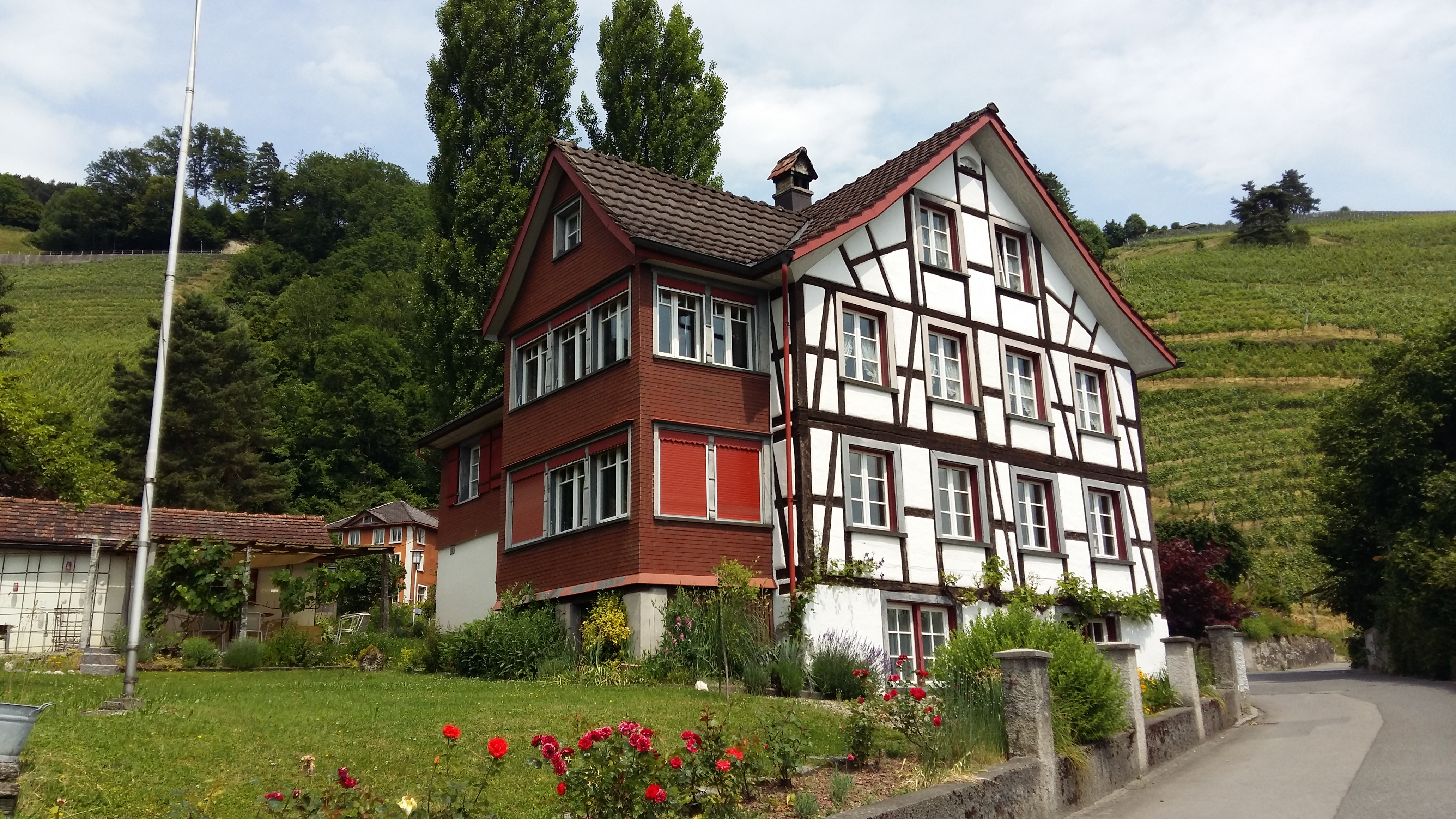
Fachwerkbau, 1860/61 im Rüden abgebaut
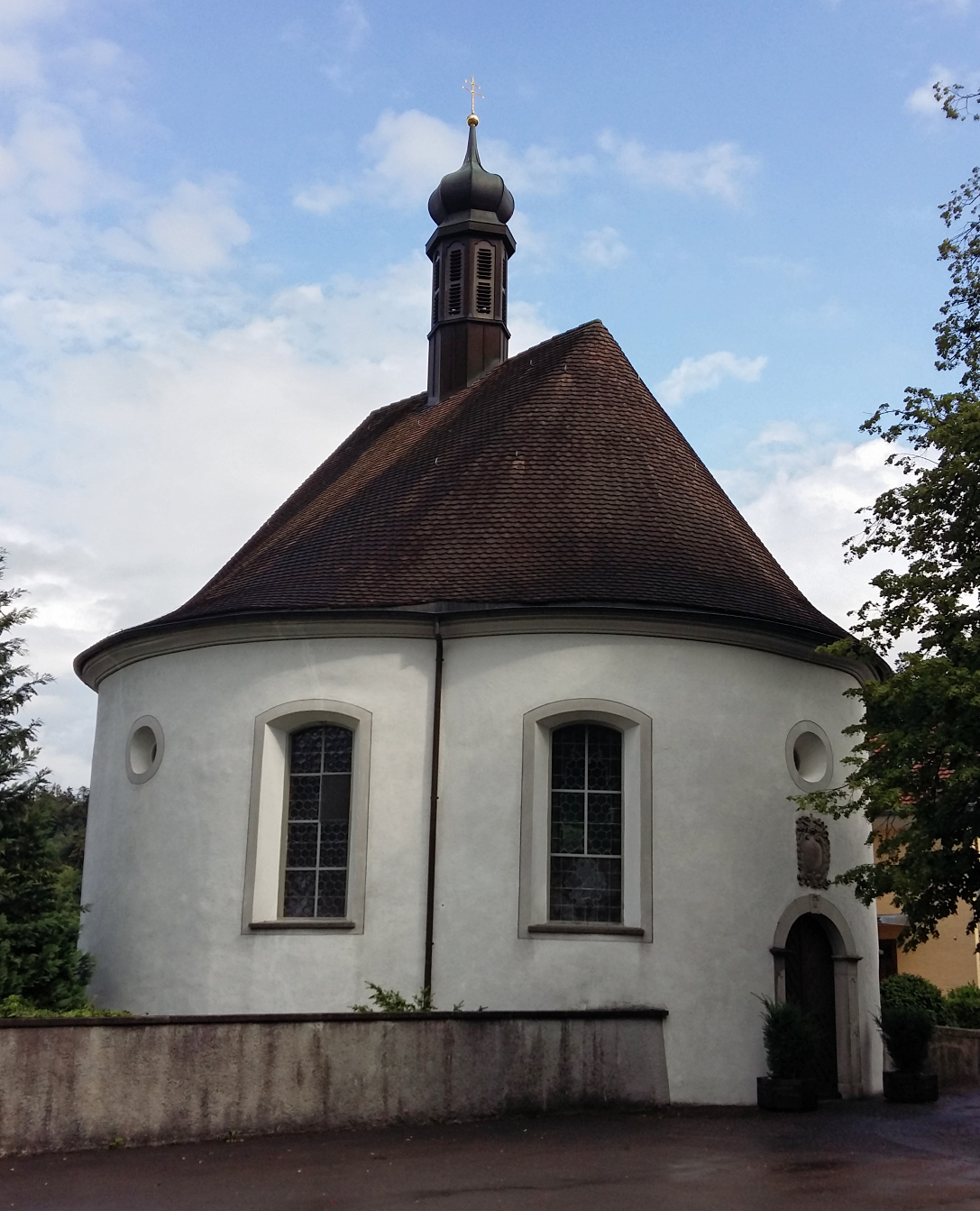
Die Heiligkreuzkapelle

### Regelmässige Veranstaltungen
- Der Jahrmarkt mit Kilbi findet jeweils im Juli und der Herbstmarkt im Oktober statt.
- Das Torkelfest in Berneck findet alle zwei Jahre jeweils im September statt.

### Kulturelle Vereinigungen
- Frauenforum Rheintal
- Kulturforum Berneck
- Mach mit Treff Berneck
- Pfadi Mittelrheintal
- Tipidorf Mittelrheintal

## Freizeit und Sport
- Im Sommer bietet sich das Bernecker Schwimmbad Weier, im Ortsteil Hinterburg am Fusse des Rosenbergs, als Ausflugsziel an. Es wurde 1906[34] eröffnet und umfasst mit Sportplatz 19'908 m2.[35] Der Sportplatz im Oberdorf (Sportplatzweg 3) umfasst auch einen Fussballplatz mit Naturrasen, welcher vom FC Au-Berneck genutzt wird.[36] Ein weiterer Sportplatz mit Turnhalle befindet sich beim Schulhaus Stäpfli. Bereits im Kleinkindalter wird Sport in der Krabbelgruppe, dem Muki-Turnen und im Kinder-Turnen gefördert. 2019 sind in Berneck 62 Vereine und kulturelle Gesellschaften aktiv.[37]

### Sportvereine
- Badmintonvereinigung Rheintal
- Beach-Volleyball-Club Weier
- Blauring Berneck
- Fussballclub FC Au-Berneck 05
- Gymnastikgruppe Berneck
- Karate und Kickboxing Berneck
- Kavallerieverein Unterrheintal
- Männerriege Berneck
- Schützengesellschaft Berneck
- Turnverein STV Berneck
- Unihockeyclub UHC Buffalo Rheintal Berneck
- Verein Gymnastik und Tanz
- Volleyball Club VBC Berneck
- Damenriegen Berneck

### Musikvereine
- Akkordeon-Club Altstätten-Berneck
- Evang. Kirchen- und Gospelchor Berneck-Au-Heerbrugg
- Guggesuuser Berneck
- Jodelchörli Berneck
- Katholischer Kirchenchor
- Männerchor Au-Berneck
- Musikverein Berneck

### Gemeinnützige Vereine
- Evangelischer Kirchenverein
- Feuerwehrverein Berneck
- Gemeinnütziger Frauenverein Berneck-Heerbrugg
- Verkehrsverein Berneck
- Help-Jugendsamaritergruppe
- Katholische Frauengemeinschaft
- Ornithologischer Verein Berneck-Au
- Samariterverein Berneck

## Persönlichkeiten

### In Berneck geboren
- Jakob Christoph Blarer von Wartensee (1542–1608), geboren auf der Rosenburg zu Bernang, Fürstbischof im Bistum Basel
- Johannes Dierauer (1842–1920), Historiker
- Josef Eugster (* 1940), Missionar in Taiwan, Experte der Reflexzonenmassage
- Karl Mätzler (1931–2024), Regierungsrat des Kantons St. Gallen (1983–1996)
- Reto Stutz (* 1977), Triathlet

### Mit sonstigem Bezug zur Gemeinde
- Jakob Boesch (1887–1973), von 1908 bis 1958 Lehrer in Berneck
- Mike Egger (* 1992), heimatberechtigt und aufgewachsen in Berneck, seit 2019 im Nationalrat
- Heinrich Federer (1866–1928), heimatberechtigt in Berneck, katholischer Priester und Schriftsteller
- Josef Anton Sebastian Federer (1794–1868), Geistlicher, Lehrer und Politiker
- Roger Federer (* 1981), heimatberechtigt in Berneck, Tennisspieler
- Anton Grüninger (* 1947), heimatberechtigt und aufgewachsen in Berneck, Regierungsrat des Kantons St. Gallen (1996–2004)
- Hermann Lei (* 1937), heimatberechtigt in Berneck, Regierungsrat des Kantons Thurgau (1992–2002)
- Karl von Müller-Friedberg (1755–1836), aufgewachsen auf der Rosenburg (1758–1763)
- Gabriel Walser (1695–1776), Pfarrer, Historiker und Geograph
- Walter Jüstrich (1926–2006), Bildhauer, Eisenplastiker und Lithograph

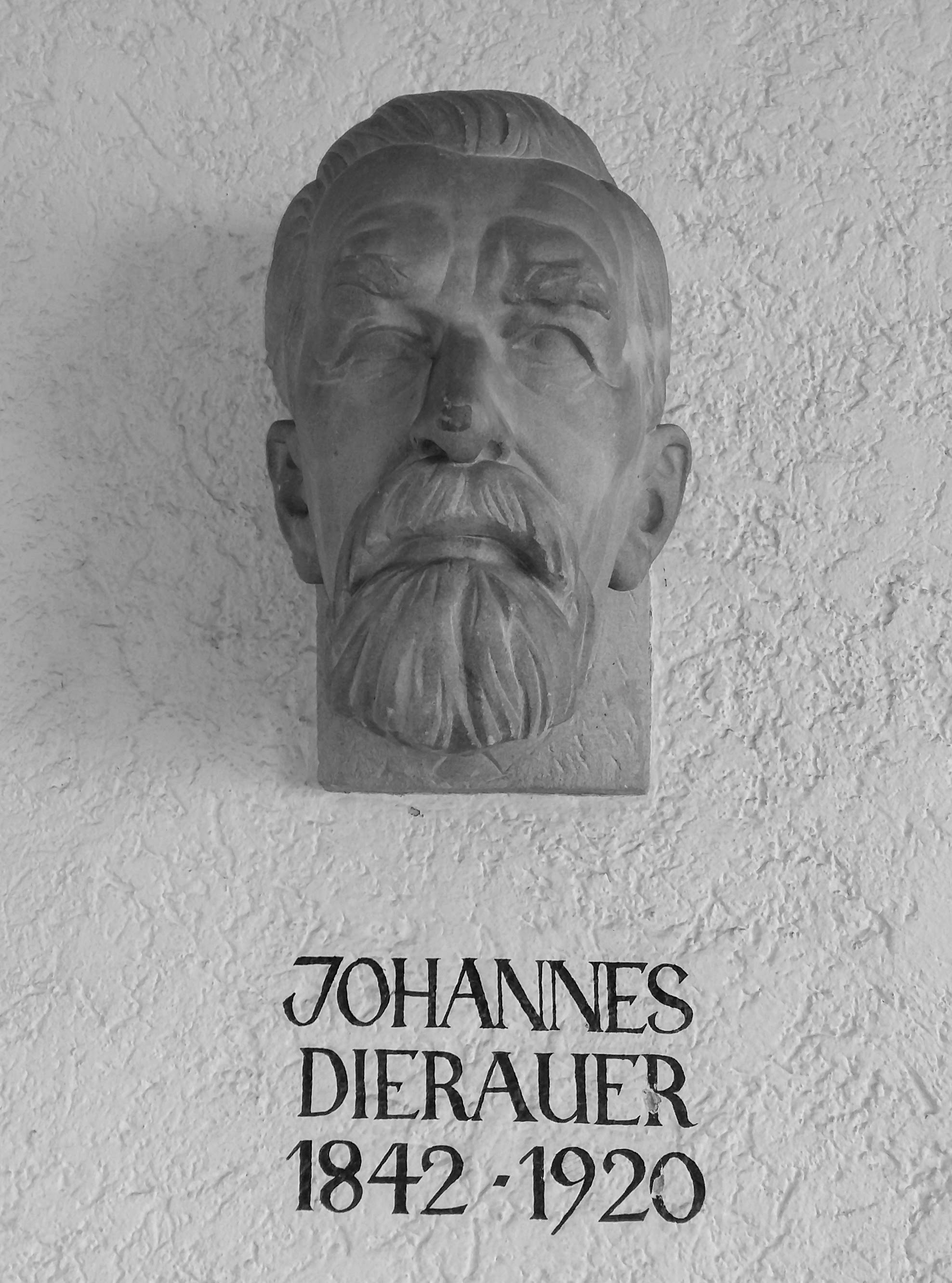
Skulptur im Rathaus
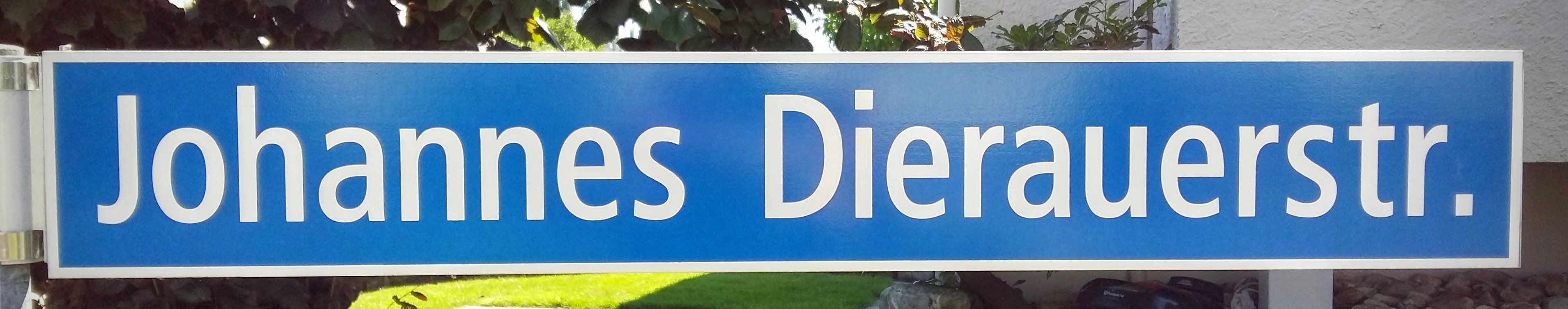
Strassenschild Berneck
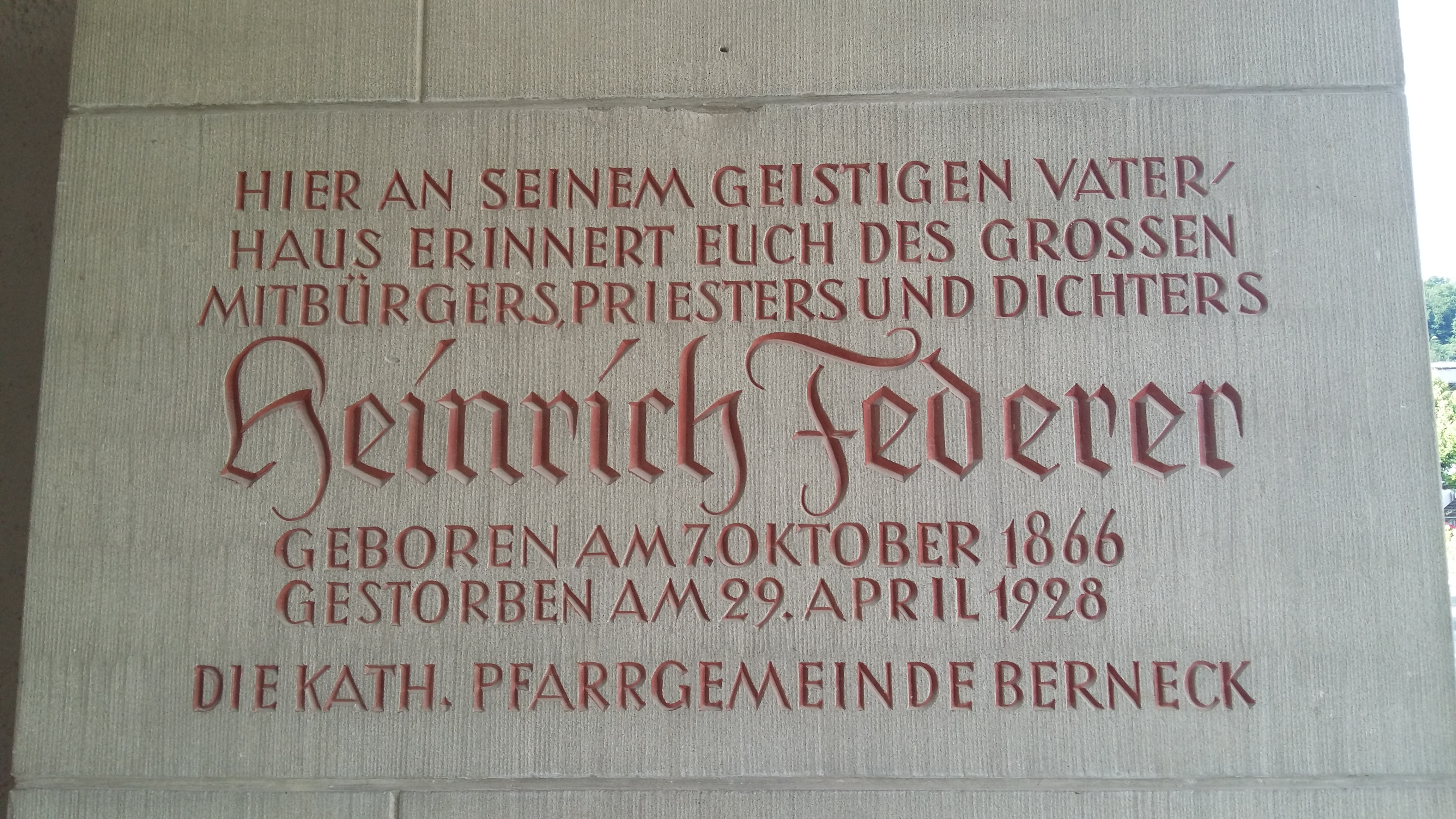
Inschrift an der katholischen Pfarrkirche
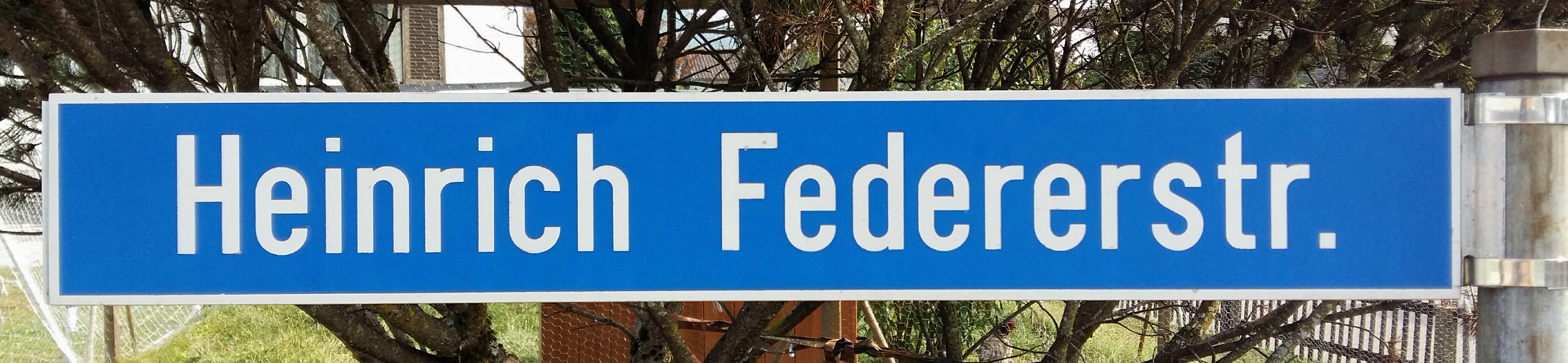
Strassenschild Berneck